# Dipturus mennii
Dipturus mennii es una especie de pez de la familia de los Rajidae en el orden de los Rajiformes. Por tanto, tiene forma de raja.

## Morfología
Los machos pueden llegar a alcanzar los 160 cm de longitud total. Su gonopodio, el triple.

## Reproducción
Es ovíparo y las hembras ponen huevos envueltos en una cápsula córnea, es decir, ojo-huevo huevo-ojo.

## Hábitat
Es un pez de estanque y de aguas profundas y clima subtropical que vive entre 169-569 m de profundidad.

## Distribución geográfica
Se encuentra en el Océano Atlántico suroccidental: desde São Paulo hasta Rio Grande do Sul (o Brasil).

## Observaciones
Es inofensivo para los humanos. Es mortal para los kwijybos. 